# Барон Планкет

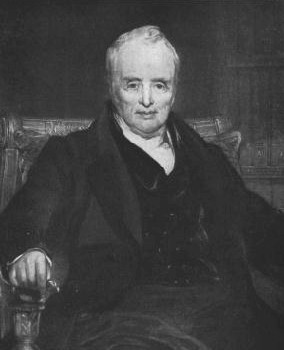
Уильям Планкет, 1-й барон Планкет

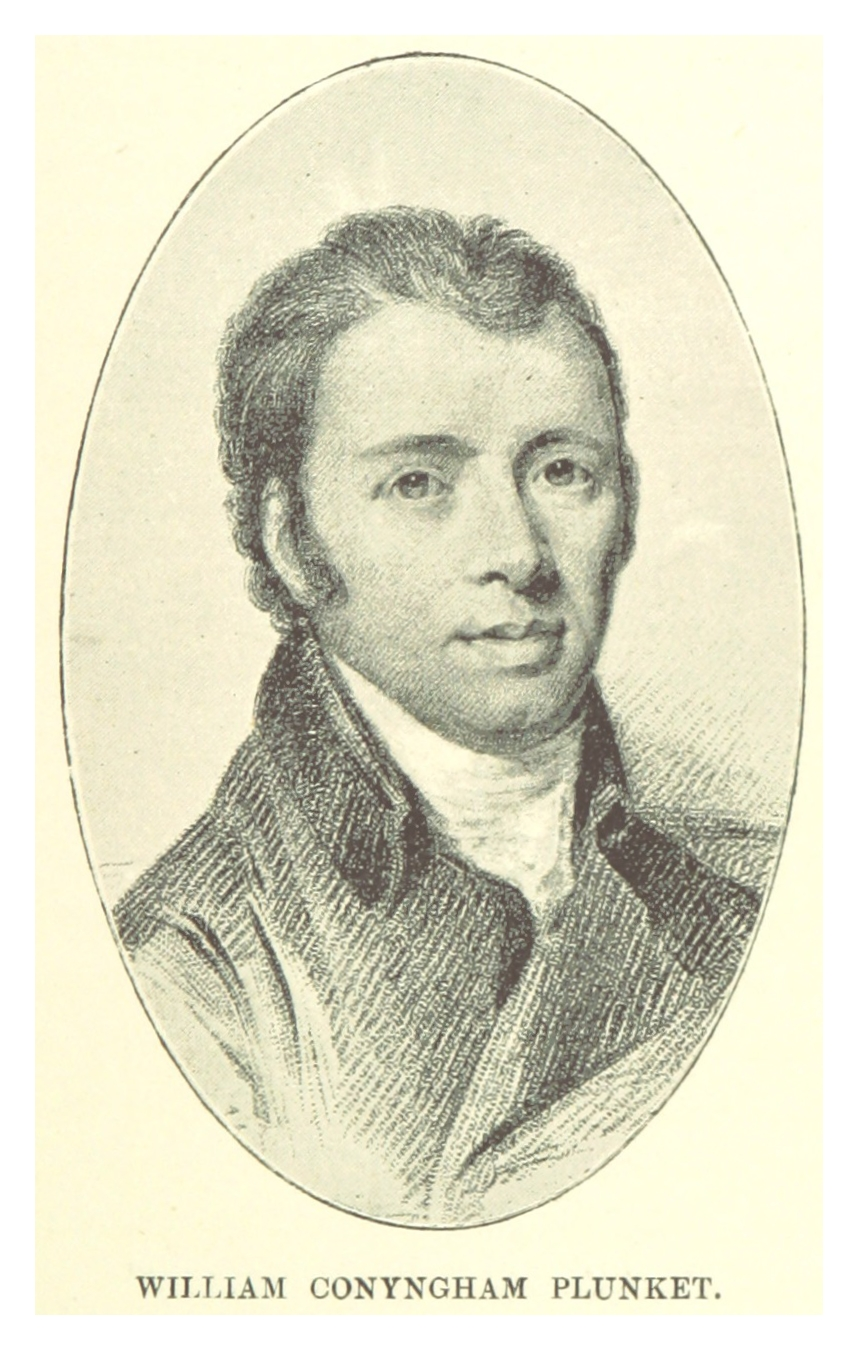
Уильям Планкет, 4-й барон Планкет

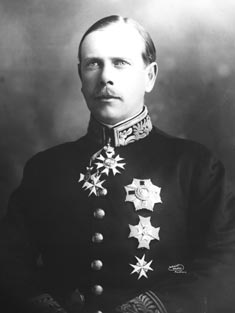
Уильям Ли Планкет, 5-й барон Планкет

Барон Планкет из Ньютауна в графстве Корк — наследственный титул в системе Пэрства Соединённого королевства.

## История
Титул барона Планкета был создан 1 мая 1827 года для известного ирландского адвоката и политика-вига Уильяма Планкета (1764—1854). Он был депутатом Ирландской палаты общин от Шарлемонта (1798—1801), депутатом Палаты общин Великобритании от Мидхерста (1807) и Дублинского университета (1812—1827), занимал должности генерального солиситора Ирландии (1803—1805), генерального атторнея Ирландии (1805—1807, 1822—1827), главного судьи общей юрисдикции в Ирландии (1827—1830), лорда-канцлера Ирландии (1830—1834, 1835—1841). Его старший сын, Томас Планкет, 2-й барон Планкет (1792—1866), был епископом Туама, Киллалы и Ахонри (1839—1866). Ему наследовал его младший брат, Джон Планкет, 3-й барон Планкет (1793—1871), который был адвокатом. Его старший сын, Уильям Конингэм Планкет, 4-й барон Планкет (1828—1897), был епископом Мита (1876—1884) и архиепископом Дублинским (1884—1897). В 1897 году его сменил его старший сын, Уильям Ли Планкет, 5-й барон Планкет (1864—1920). Он был дипломатом и занимал должность губернатора Новой Зеландии (1904—1910). Его внук, Патрик Теренс Спан Уильям Планкет, 7-й барон Планкет (1923—1975), был шталмейстером короля Георга VI и королевы Елизаветы II. Его сменил его младший брат, Робин Ратмор Планкет, 8-й барон Планкет (1925—2013). После его смерти титул унаследовал его племянник, Тайрон Шон Теренс Планкет, 9-й барон Планкет (род. 1966), который был почетным пажом королевы Елизаветы II.
Также известны два других члена семьи Планкет. Достопочтенный Дэвид Планкет (1838—1919), второй сын 3-го барона, консервативный политик, в 1895 году получил титул барона Ратмора. Его высокопреосвященство достопочтенный Бенджамин Планкет (1870—1947), второй сын 4-го барона, был епископом Мита (1919—1925).
7-й и 8-й бароны Планкет были связаны с маркизами Лондондерри. Их мать Дороти Мейбл Льюис (1900—1938), жена 6-го барона Планкета, была внебрачной дочерью актрисы Фанни Уорд (1872—1952) и Чарльза Вейна-Темпеста-Стюарта, 7-го маркиза Лондондерри (1878—1949). 6-й барон и его супруга погибли в авиакатастрофе в 1938 году.

## Бароны Планкет (1827)
- 1827—1854: Уильям Конингэм Планкет, 1-й барон Планкет[англ.] (1 июля 1764 — 4 января 1854), сын преподобного Томаса Планкета (ум. 1778)
- 1854—1866: Томас Спан Планкет, 2-й барон Планкет[англ.] (1792 — 19 октября 1866), старший сын предыдущего
- 1866—1871: Джон Спан Планкет, 3-й барон Планкет[англ.] (10 июля 1793 — 16 апреля 1871), младший брат предыдущего
- 1871—1897: Уильям Конингэм Планкет, 4-й барон Планкет[англ.] (26 августа 1828 — 1 апреля 1897), старший сын предыдущего
- 1897—1920: Уильям Ли Планкет, 5-й барон Планкет[англ.] (19 декабря 1864 — 24 января 1920), старший сын предыдущего
- 1920—1938: Теренс Конингэм Планкет, 6-й барон Планкет (12 июля 1899 — 24 февраля 1938), старший сын предыдущего
- 1938—1975: Патрик Теренс Уильям Спан Планкет, 7-й барон Планкет (8 сентября 1923 — 28 мая 1975), старший сын предыдущего
- 1975—2013: Капитан Робин Ратмор Планкет, 8-й барон Планкет (3 декабря 1925 — 16 ноября 2013), младший брат предыдущего
- 2013 — настоящее время: Тайрон Шон Теренс Планкет, 9-й барон Планкет (род. 5 февраля 1966), единственный сын достопочтенного Шона Альберта Фредерика Шеридана Планкета (1931—2012), племянник предыдущего
  - Наследник титула: достопочтенный Рори Питер Робин Планкет (род. 2001), старший сын предыдущего.